# Aida-Wedo Dorsa
Aida-Wedo Dorsa zijn lage heuvelruggen op de planeet Venus. De Aida-Wedo Dorsa werden in 1997 genoemd naar Aida-Wedo, een regenboogslang uit de West-Afrikaanse mythologie.
De richels hebben een lengte van 450 kilometer en bevinden zich in het quadrangle Pandrosos Dorsa (V-5).